# Salmo 146

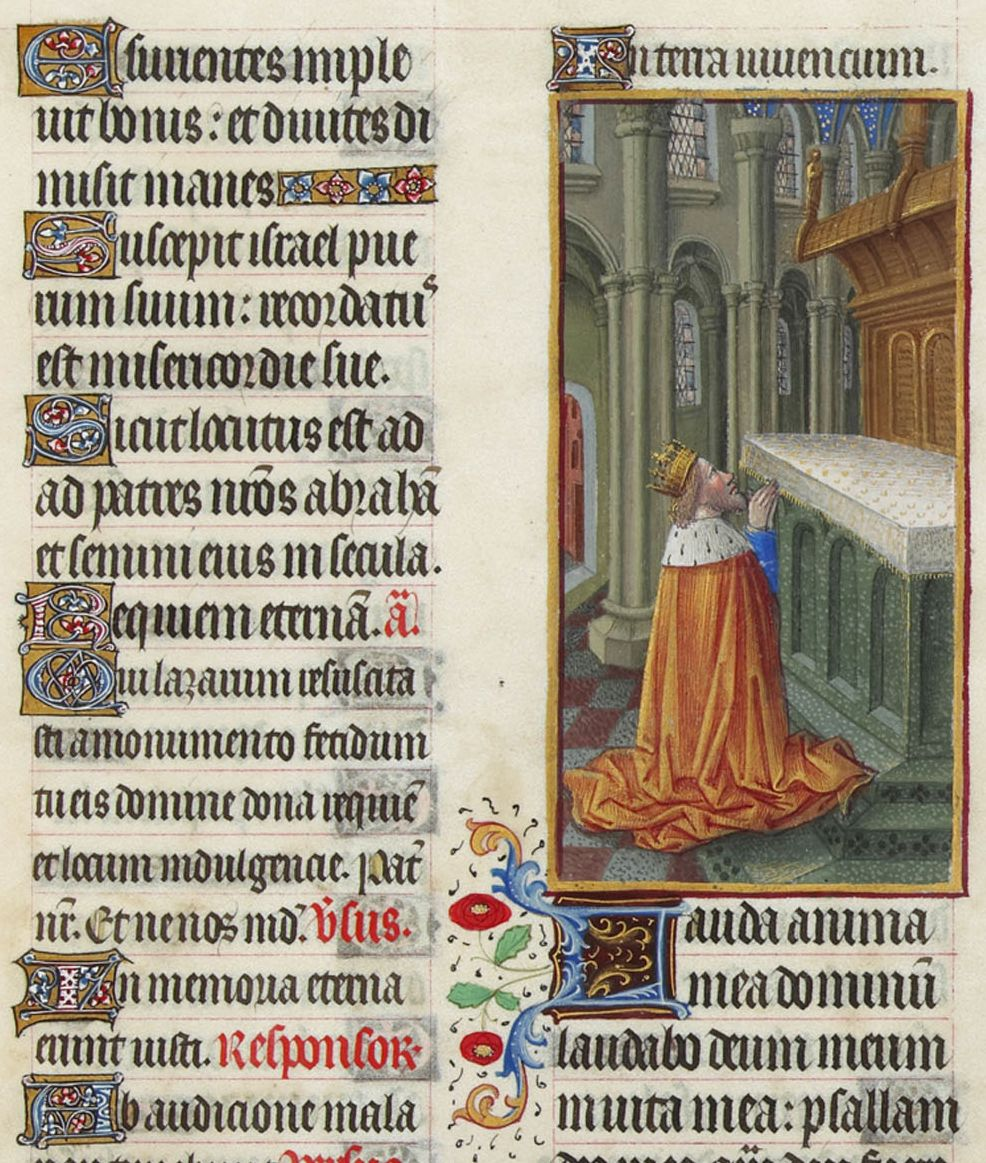
Salmo 146 en Las muy ricas horas del duque de Berry

El Salmo 146 es el salmo 146 del Libro de los Salmos, que comienza en inglés en la versión de la Biblia del rey Jacobo: «Alabad al Señor. Alabad al Señor, alma mía». En latín, se conoce como «Lauda anima mea Dominum».
En el sistema de numeración ligeramente diferente utilizado en la versión griega Septuaginta de la Biblia, y en la latina Vulgata/Vulgata Clementina, este salmo es el Salmo 145. 
El Salmo 146 se utiliza habitualmente en las liturgias judía, católica, luterana, anglicana y otras liturgias protestantes. A menudo se ha puesto en música, parafraseado en himnos como el alemán de Paul Gerhardt «Du meine Seele singe» (Canta, alma mía), y utilizado en cantatas como la temprana de Bach Lobe den Herrn, meine Seele, BWV 143 (Alaba al Señor, alma mía).

## Texto
La siguiente tabla muestra el texto en hebreo del Salmo con vocales, junto con el texto en griego koiné de la Septuaginta y la traducción al español de la Biblia del Rey Jacobo. Tenga en cuenta que el significado puede diferir ligeramente entre estas versiones, ya que la Septuaginta y el texto masorético provienen de tradiciones textuales diferentes. En la Septuaginta, este salmo está numerado como Salmo 145.
| #  | Hebreo                                                | Español | Griego |
| -- | ----------------------------------------------------- | --- | --- |
| 1  | הַֽלְלוּ־יָ֡הּ הַֽלְלִ֥י נַ֝פְשִׁ֗י אֶת־יְהֹוָֽה׃                            | Alabad al Señor. Alabad al Señor, alma mía.                                                                   | ᾿Αλληλούϊα· ᾿Αγγαίου καὶ Ζαχαρίου. - ΑΙΝΕΙ, ἡ ψυχή μου, τὸν Κύριον·                                                       |
| 2  | אֲהַלְלָ֣ה יְהֹוָ֣ה בְּחַיָּ֑י אֲזַמְּרָ֖ה לֵאלֹהַ֣י בְּעוֹדִֽי׃                    | Mientras viva, alabaré al Señor: cantaré alabanzas a mi Dios mientras yo exista.                              | αἰνέσω Κύριον ἐν τῇ ζωῇ μου, ψαλῶ τῷ Θεῷ μου ἕως ὑπάρχω.                                                                  |
| 3  | אַל־תִּבְטְח֥וּ בִנְדִיבִ֑ים בְּבֶן־אָדָ֓ם ׀ שֶׁ֤אֵ֖ין ל֥וֹ תְשׁוּעָֽה׃             | No confiéis en los príncipes, ni en el hijo del hombre, en quien no hay salvación.                            | μὴ πεποίθατε ἐπ᾿ ἄρχοντας, ἐπὶ υἱοὺς ἀνθρώπων, οἷς οὐκ ἔστι σωτηρία.                                                      |
| 4  | תֵּצֵ֣א ר֭וּחוֹ יָשֻׁ֣ב לְאַדְמָת֑וֹ בַּיּ֥וֹם הַ֝ה֗וּא אָבְד֥וּ עֶשְׁתֹּֽנֹתָֽיו׃           | Su aliento se va, vuelve a su tierra; en ese mismo día perecen sus pensamientos.                              | ἐξελεύσεται τὸ πνεῦμα αὐτοῦ. καὶ ἐπιστρέψει εἰς τὴν γῆν αὐτοῦ· ἐν ἐκείνῃ τῃ ἡμέρᾳ ἀπολοῦνται πάντες οἱ διαλογισμοὶ αὐτοῦ. |
| 5  | אַשְׁרֵ֗י שֶׁ֤אֵ֣ל יַעֲקֹ֣ב בְּעֶזְר֑וֹ שִׂ֝בְר֗וֹ עַל־יְהֹוָ֥ה אֱלֹהָֽיו׃               | Feliz es aquel que tiene por ayuda al Dios de Jacob, cuya esperanza está en el Señor, su Dios:                | μακάριος οὗ ὁ Θεὸς ᾿Ιακὼβ βοηθὸς αὐτοῦ, ἡ ἐλπὶς αὐτοῦ ἐπὶ Κύριον τὸν Θεὸν αὐτοῦ                                           |
| 6  | עֹשֶׂ֤ה ׀ שָׁ֘מַ֤יִם וָאָ֗רֶץ אֶת־הַיָּ֥ם וְאֶת־כׇּל־אֲשֶׁר־בָּ֑ם הַשֹּׁמֵ֖ר אֱמֶ֣ת לְעוֹלָֽם׃  | Que hizo el cielo, y la tierra, el mar, y todo lo que hay en ellos: que guarda la verdad para siempre:        | τὸν ποιήσαντα τὸν οὐρανὸν καὶ τὴν γῆν, τὴν θάλασσαν καὶ πάντα τὰ ἐν αὐτοῖς· que guarda la verdad para siempre,            |
| 7  | עֹשֶׂ֤ה מִשְׁפָּ֨ט ׀ לָעֲשׁוּקִ֗ים נֹתֵ֣ן לֶ֭חֶם לָרְעֵבִ֑ים יְ֝הֹוָ֗ה מַתִּ֥יר אֲסוּרִֽים׃   | Que hace justicia al oprimido, que da pan al hambriento. El Señor libera a los cautivos.                      | ποιοῦντα κρῖμα τοῖς ἀδικουμένοις, διδόντα τροφὴν τοῖς πεινῶσι. Κύριος λύει πεπεδημένους,                                  |
| 8  | יְהֹוָ֤ה ׀ פֹּ֘קֵ֤חַ עִוְרִ֗ים יְ֭הֹוָה זֹקֵ֣ף כְּפוּפִ֑ים יְ֝הֹוָ֗ה אֹהֵ֥ב צַדִּיקִֽים׃     | El Señor abre los ojos de los ciegos; el Señor levanta a los abatidos; el Señor ama a los justos.             | Κύριος σοφοῖ τυφλούς, Κύριος ἀνορθοῖ κατερραγμένους, Κύριος ἀγαπᾷ δικαίους,                                               |
| 9  | יְהֹוָ֤ה ׀ שֹׁ֘מֵ֤ר אֶת־גֵּרִ֗ים יָת֣וֹם וְאַלְמָנָ֣ה יְעוֹדֵ֑ד וְדֶ֖רֶךְ רְשָׁעִ֣ים יְעַוֵּֽת׃ | El Señor preserva a los extranjeros; alivia al huérfano y a la viuda, pero trastorna el camino de los impíos. | Κύριος φυλάσσει τοὺς προσηλύτους· ὀρφανὸν καὶ χήραν ἀναλήψεται καὶ ὁδὸν ἁμαρτωλῶν ἀφανιεῖ.                                |
| 10 | יִמְלֹ֤ךְ יְהֹוָ֨ה ׀ לְעוֹלָ֗ם אֱלֹהַ֣יִךְ צִ֭יּוֹן לְדֹ֥ר וָדֹ֗ר הַֽלְלוּ־יָֽהּ׃         | El Señor reinará por siempre, tu Dios, oh Sion, por todas las generaciones. Alabad al Señor.                  | βασιλεύσει Κύριος εἰς τὸν αἰῶνα, ὁ Θεός σου, Σιών, εἰς γενεὰν καὶ γενεάν.                                                 |

### Versión Reina-Valera
1. Alabad al Señor. Alabad al Señor, alma mía.
2. Mientras viva, alabaré al Señor; cantaré alabanzas a mi Dios mientras tenga vida.
3. No confíes en los príncipes, ni en el hijo del hombre, en quien no hay ayuda.
4. Su aliento se va, vuelve a su tierra; en ese mismo día perecen sus pensamientos.
5. Feliz el que tiene por ayuda al Dios de Jacob, cuya esperanza está en el SEÑOR su Dios:
6. El que hizo el cielo y la tierra, el mar y todo lo que hay en ellos; el que guarda la verdad para siempre;
7. El que ejecuta el juicio de los oprimidos; el que da alimento al hambriento. El SEÑOR libera a los cautivos;
8. El Señor abre los ojos de los ciegos; el Señor levanta a los abatidos; el Señor ama a los justos.
9. El Señor protege a los extranjeros; él socorre a los huérfanos y a las viudas; pero trastorna el camino de los malvados.
10. El Señor reinará para siempre, tu Dios, oh Sión, por todas las generaciones. Alabado sea el Señor.

## Comentarios

### De la Iglesia católica

#### A todo el salmo
Este salmo, al igual que el Salmo 1 —que introduce toda la colección— y otros que encabezan secciones parciales, tiene un carácter sapiencial (cf. Sal 146,5). En él destaca el llamado a poner la confianza en el Señor, fundamentado en sus obras pasadas y presentes (vv. 6-9). Se vincula estrechamente con el salmo anterior, que cerraba una serie de salmos atribuidos a David, al retomar el tema del auxilio divino a los débiles, reafirmar la actitud de Dios frente a los impíos y proclamar su reinado eterno.
El salmo inicia con una exhortación personal del salmista a alabar al Señor (vv. 1-2), seguida de una advertencia sobre la inutilidad de confiar en los hombres (vv. 3-4). Solo quien confía en el Señor —creador y defensor de los necesitados— es verdaderamente dichoso (vv. 5-9). Como cierre, se proclama el reinado eterno de Dios (v. 10). Las obras por las que Dios manifiesta su poder y bondad en los vv. 7-9 se cumplieron plenamente en Jesucristo. Sus milagros fueron signos visibles de la redención que vino a traer, en cumplimiento de estas palabras del salmo, tan próximas a las de Isaías 61,1-2.

#### A los versículos 1-4
El «aleluya» que encabeza el salmo —y que también lo cierra según el texto hebreo— puede haber sido añadido en el proceso de recopilación para acentuar su tono de alabanza. La autoinvitación del salmista a bendecir al Señor recuerda expresiones similares, como en Sal 103,1, y se completa con fórmulas ya tradicionales en la liturgia de Israel (cf. Sal 104,33). Las palabras del salmo cobran mayor profundidad si se contemplan desde la perspectiva del final de la vida terrenal, pues resaltan la fugacidad de la existencia humana frente a la fidelidad eterna de Dios, y animan a confiar en Él como única fuente de salvación y esperanza duradera.

La contemplación del Profeta, le empuja a situarse, por así decir, en el final de los tiempos. Entonces, viendo la fragilidad de todo lo que, por ser terreno, resulta caduco, no piensa más que en alabar a Dios. Este fin del mundo vendrá presto para cada uno de nosotros: vendrá en el momento en el que muramos y nos desliguemos de cuanto nos rodea. Enderecemos, pues, nuestros afanes hacia lo que constituirá, al fin, nuestra ocupación perenne.

#### A los versículos 5-10
En contraste con la advertencia previa sobre la fragilidad humana, ahora se proclama la grandeza y el poder del único Dios: el Dios de Israel —«de Jacob» (cf. Sal 46,8)—, creador de todo lo que existe. Este Dios todopoderoso no es distante, sino que actúa con misericordia, interviniendo en favor de los necesitados en diversas circunstancias (vv. 7-9). Por ello, se puede depositar en Él una confianza plena y constante. El salmista lo reconoce como «mi Dios» (v. 2), identificándolo al mismo tiempo como el Dios de Israel (v. 5) y de Jerusalén —«tu Dios» (v. 10)—, a quien se proclama como Rey eterno.

## Antecedentes
El Salmo 146 es el primero de los cinco últimos salmos de alabanza del Libro de los Salmos.  Estos salmos no se atribuyen a David; en la Septuaginta, los Salmos 145 (este salmo) a 148 reciben el título «de Hageo y Zacarías». Algunos ven los Salmos 146 y 147 como salmos gemelos. Ambos salmos se basan en imágenes de Isaías 61 (que Jesús considera que se aplican a sí mismo en Lucas 4), como liberar a los cautivos y abrir los ojos de los ciegos en el Salmo 147, y sanar a los quebrantados de corazón en el Salmo 148. Además de Isaías 61, los temas de este salmo también se encuentran en Levítico 25 (el año del jubileo). Este es uno de los seis salmos que implican la predicación a uno mismo, con la evocadora frase «Oh, alma mía». El ministro galés Martyn Lloyd-Jones recomendaba encarecidamente predicarse a uno mismo, pues decía: «¿Te has dado cuenta de que la mayor parte de tu infelicidad en la vida se debe a que te estás escuchando en lugar de hablarte a ti mismo?».

## Versículo 2
Mientras viva, alabaré al Señor;
Cantaré alabanzas a mi Dios mientras tenga mi ser.
La redacción del Salmo 104:33 es «casi idéntica».

## Usos

Ps 146.

### Judaísmo
- El salmo en su totalidad se recita durante Pesukei Dezimra, la sección inicial del servicio diario de oración matutina.[15]
- Las bendiciones Pokeiakh Ivrim («da vista a los ciegos»), Matir asurim («libera a los atados»), Zokef kefufim («endereza a los doblados»), del Birkat HaShachar se derivan del Salmo 146:7-8.[16]
- El versículo 10 forma parte de la Kedushá,[17] y es parte de la tercera bendición de la Amidá de las Altas Fiestas.[18]

### Cristianismo
- El versículo 6 se cita en el Nuevo Testamento en Hechos Hechos 4:24; Hechos Plantilla:BibleverseActs[19]
- Desde la Edad Media, este salmo se recitaba o cantaba durante el oficio de vísperas del jueves, según la Regla de San Benito, establecida en el año 530 d. C. [20][21] En la moderna Liturgia de las Horas, el Salmo 139 se recita en las Vísperas, y también los miércoles en la cuarta y última semana del ciclo de oraciones litúrgicas. En la liturgia de la Misa, se toca o canta para la fiesta de San Juan Bautista.

### Libro de Oración Común
En el Libro de Oración Común de la Iglesia de Inglaterra, este salmo está destinado a ser leído la mañana del trigésimo día del mes.

### Iglesia Ortodoxa Copta
En la Agpeya, el Libro de Horas de la Iglesia Copta, este salmo se reza en Completas y la tercera vigilia del oficio de medianoche. También está en la oración del Velo, que generalmente solo rezan los monjes. 

## Arreglos musicales
El salmo 146 fue parafraseado en el himno de Paul Gerhardt en alemán «Du meine Seele singe» (Canta mi alma), publicado en 1667 con una melodía de Johann Georg Ebeling en la colección Pauli Gerhardi Geistliche-Andachten (Devociones espirituales de Paul Gerhardt).
Heinrich Schütz compuso una versión métrica alemana en cuatro partes para el Salterio de Becker, «Mein Seel soll loben Gott den Herrn (Mi alma alabará a Dios el Señor), SWV 251. Johann Sebastian Bach basó una cantata de la iglesia primitiva, Lobe den Herrn, meine Seele, BWV 143 (Alaba al Señor, alma mía), sobre versículos del salmo. Carl Philipp Emanuel Bach incluyó una adaptación para voz y en su colección de 42 salmos, Psalmen mit Melodien, H. 733, completada en 1774. El salmo se titula «Es werde Gott von uns erhoben!» (Dios será exsultet por nosotros).
Alan Hovhaness puso partes de este texto, junto con partes de los Salmos 33 y 150, para su obra «Alabad al Señor con el salterio». Norma Wendelburg puso música al salmo en 1973, como Praise the Lord para coro mixto y órgano opcional. Peter Heeren escribió una adaptación para coro mixto y piano en 2012, Der 146. Salmo.